# Mozaic pe fațada motelului „Struguraș”
Mozaic pe fațada motelului „Struguraș” este un monument de for public din orașul Chișinău. Se găsește pe fațada motelului abandonat „Struguraș” de la periferia Chișinăului, la adresa șos. Hîncești, 230. Conform Registrului, datează din 1965.
Până în 2018, mozaicul era clasificat drept monument de artă de însemnătate națională în cadrul Registrului monumentelor ocrotite de stat din Republica Moldova. Registrul monumentelor de for public, în care se află acum, a fost creat în același an.